# Světliny

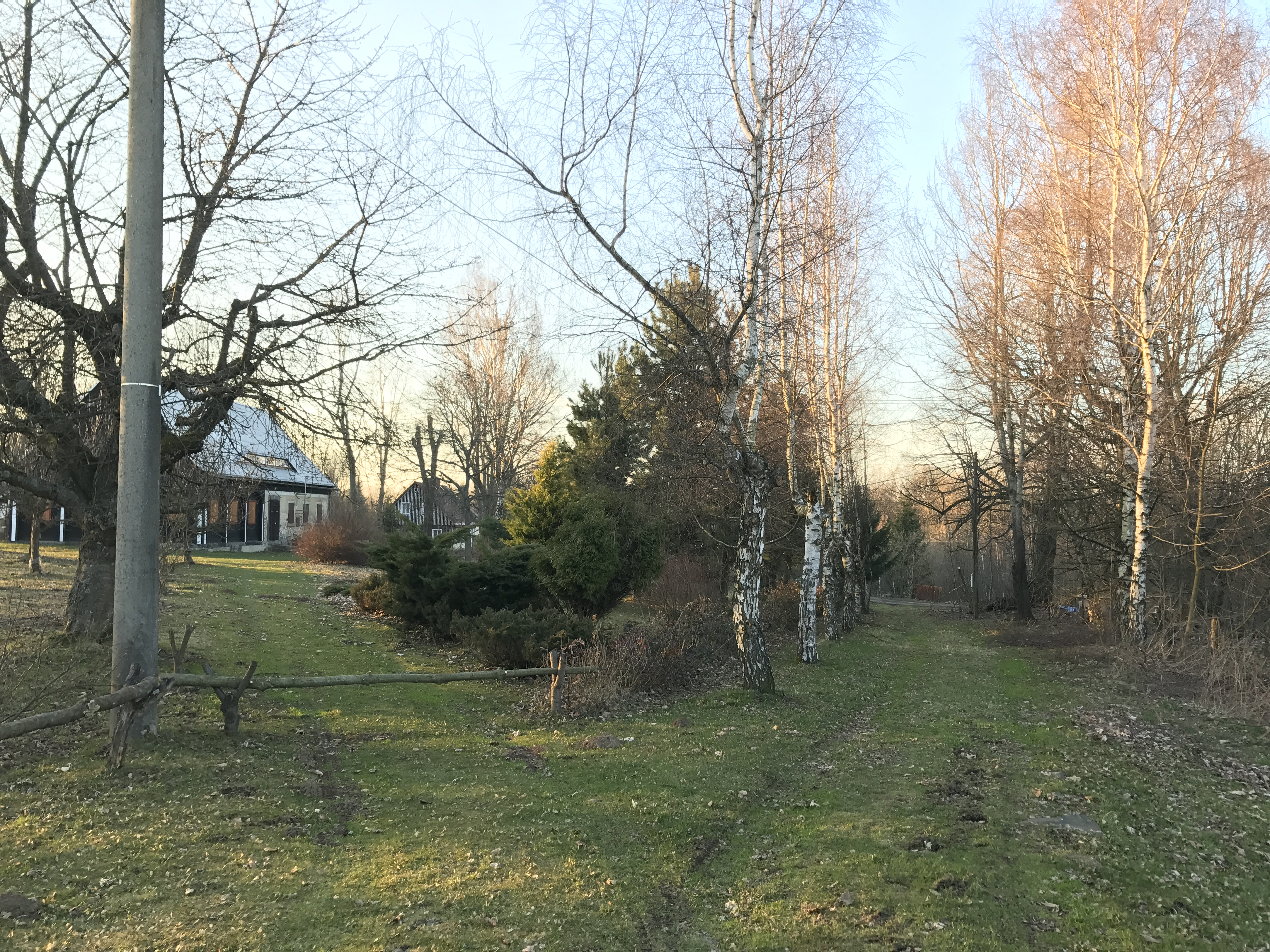
Domy ve Světlinách

Světliny jsou rozptýlená osada v okrese Děčín, v jižní části Šluknovské pahorkatiny, severně nad údolím Lužničky, mezi Dolním Podlužím a Studánkou. Vznikla asi na přelomu 17. a 18. století. Poprvé je sice zmiňována až v roce 1734. Místní jméno „Lichtehan“ je v matrice uvedeno již roku 1702. K rozvoji osady přispělo hlavně rozšíření domácké textilní a plátenické výroby v 18. a 19. století. V roce 1885 měla osada 30 domů, v nichž žilo 210 obyvatel.
Osada je rozdělena na díly do dvou obcí. Světliny 1.díl patří k městu Varnsdorfu, Světliny 2.díl patří pod Dolní Podluží. Do roku 1946 nesl 1. díl název „Lichtenhain 1. díl“ a 2. díl, který byl částí obce Dolní Grunt, název „Lichtenhain 2. díl“.